# Lisi (eiland)
Lisi (Russisch: Лисий остров, Lisij Ostrov; "vosseneiland") is een klein eiland in de Nachodkabaai ten zuidoosten van de stad Nachodka en de oliehaven van Nachodka in het Russische Verre Oosten. Door het eiland wordt vooral het westelijke deel van de Nachodkabaai beschermd tegen zeegolven.

## Naam
De herkomst van de naam "Lisi" is onduidelijk, daar er nooit vossen op het eiland hebben geleefd. Mogelijk is de naam afkomstig van een gelijkluidende naam die door niet-Russische lokale volken werd gebruikt. Op 18 juli 1859 werd de baai voor het eerst aan gedaan toen het Russische korvet Amerika er langsvoer om in de Nachodkabaai te schuilen voor een storm en het eiland de naam Oblyzina gaf, naar aangenomen wordt de achternaam van een van de bemanningsleden op dat schip.

## Geschiedenis
In 1935 verwierf een Engels bedrijf een concessie voor de kweek van steurpootvis en voor het verwerken van laminaria (kelp) tot jood en alcohol. Van 1937 tot september 1945 was een gevangenkamp voor vrouwelijke politieke gevangenen op het eiland gevestigd, die werden gedwongen om er vis te verwerken, in te zouten en te versturen, waarbij de producten officieel onderdeel waren van een filiaal van het visbedrijf Tafoein. Vanaf 1947 kwamen er gewone arbeiders te werken, die leefden in een kleine nederzetting, terwijl aan de noordzijde een aantal barakken werden ingericht als woonverblijven en een kindercrechè.
Na de jaren 50 werd het eiland afgesloten voor gewone burgers en werd het bewaakt door de grenswacht tot in de jaren 90. In de jaren 90 werden metalen resten en overblijfselen van gebouwen gevonden, die geruchten deden ontstaan als zouden er mogelijk ondergrondse militaire complexen zijn. Hiervoor is echter geen bewijs gevonden. In 1994 werd het eiland door de stad Nachodka tot natuurmonument verklaard.
Staatsoliebedrijf Rosneft liet een 5 meter hoog kerkkruis plaatsen op het eiland voor de viering van 2000 jaar christendom.

## Natuur
Veel plantsoorten op het eiland staan op de Rode Lijst van Rusland. Hoewel het eiland slechts een kilometer van de kust afligt, verschillen de plant- en diersoorten op het eiland van die op het aangrenzende vasteland. Doordat het in de Sovjettijd altijd een afgesloten gebied was, vond de eerste wetenschappelijke expeditie naar het eiland pas plaats in 1994. Een expeditie uit 2002 wees uit dat de plantenvariëteit er erg rijk is; onder meer druiven, esdoorns, haagbeuken, eiken en lindebomen komen er voor. Er komen veel vogelsoorten voor, zoals Europese zeearenden, rotsduiven, eksters, aalscholvers, valken en meeuwen. De blauwe ekster is er bijna uitgestorven. Daarnaast bevinden zich er enkele zoogdieren, zoals zeehonden, zeerobben en wangzakeekhoorns en reptielsoorten, zoals echte zwemslangen en hagedissen.
De natuur op het eiland wordt bedreigd door Nachodka's oliehaven, die zich op de directe nabije kust bevindt en die wordt gebruikt door Rosneft. De oliehaven beïnvloedt echter wel de ecologische situatie, doordat er regelmatig olievlekken worden waargenomen als gevolg van overloop in de haven.

## Plannen
In de toekomst wil het stadsbestuur het eiland de status van historisch-natuurbeschermingsobject geven en meer geld steken in het stimuleren van het toerisme. Het "gezondheidspad", een oud pad dat van de kust naar het hoogste punt leidt, moet weer bruikbaar worden gemaakt, daar vanaf dat pad een deel van de Nachodkabaai en de stad goed zichtbaar is. Op de top moet een platform komen.